# 고민가

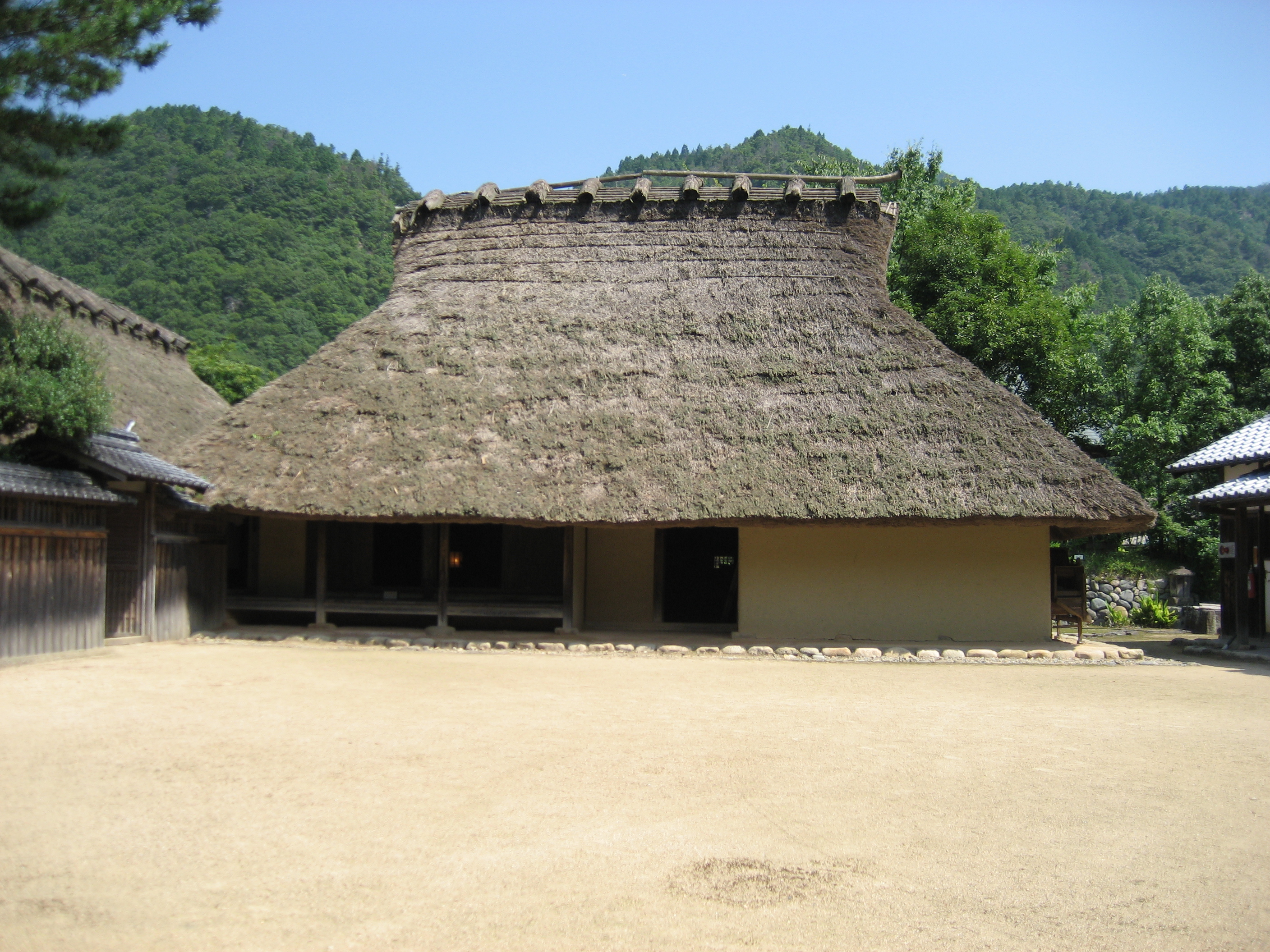
현재 일본에 남아 있는 민가 중 가장 오래된 하코기가 주택. 국가지정중요문화재.

고민가(일본어: 古民家 고민카[*])는 일본의 주택 가운데 특히 건조된 지 오랜 시간이 지난 것을 말한다.
건조되고 몇 년이 지난 것을 고민가라고 하는지 특정한 정의는 없지만, 통상 전전 시대의 것, 특히 다이쇼 시대 이전의 것을 가리키는 경우가 많다. 특히 그 건축방식이 못을 사용하지 않는 전통적 일본건축으로 기어진 것을 가리키는 경우가 많다.
사용 목적이나 시대, 지역, 기후에 따라 다양한 고민가 건축양식이 있다. 사용 목적에 따라 농가, 쇼야 야시키, 일반 민가, 상가, 무가민가 등이 있다. 또한 특정한 지역에서만 나타나는 마가리야(도호쿠 지방), 갓쇼즈쿠리(폭설지방) 등의 특수한 건축양식도 있다.